# Gaspar Rodríguez Llaneza
Gaspar Rodríguez Llaneza (Oviedo, 9 de junio de 1968), conocido a nivel futbolístico como Gaspar, es un exfutbolista español que jugó en Primera División durante varias temporadas de los 90 del siglo XX en el Real Oviedo como lateral derecho.

## Trayectoria deportiva
Comenzó jugando en las categorías inferiores del Real Valladolid. En el verano de 1989, a los 21 años se incorpora al primer equipo del Real Oviedo procedente del Real Valladolid Promesas haciendo su debut en Primera División el 3 de diciembre de 1989 en el Estadio Sánchez Pizjuan de Sevilla entrando en sustitución de Bango en el partido que acabó con la victoria carbayona por 1-2 frente al Sevilla CF siendo Irureta el entrenador que lo hizo debutar
Continuó durante otras tres temporadas más con el equipo carbayón, todas ellas disputadas en la Primera División del fútbol español llegando a disputar un total de 38 partidos, acumulando 2571 minutos jugados. Durante todo ese tiempo, a pesar de jugar en la línea defensiva jamás vio una cartulina roja y tan sólo en cuatro ocasiones vio la amarilla.
En la temporada 1993/94 ficha por el equipo asturiano del Unión Popular de Langreo que milita en el grupo I de la Segunda División B haciendo su debut en el Estadio Ganzábal con los langreanos en el partido de la Copa que les enfrentó contra el Club Siero y que clasificó a los locales por 5-1 (4-2 habían perdido en la ida).
Tras dos temporadas con los azulgranas, ficha por otras dos con el Real Avilés y termina su carrera tras tres temporadas con el Caudal Deportivo, completando así siete temporadas consecutivas en la Segunda División B.

## Clubes y estadísticas
| Real Oviedo · España                                                                               | 1ª    | 1989/90 | 13  | 0 | 0 | 0 | 13  | 0 |
| Real Oviedo · España                                                                               | 1ª    | 1990/91 | 17  | 0 | 0 | 0 | 17  | 0 |
| Real Oviedo · España                                                                               | 1ª    | 1991/92 | 7   | 0 | 0 | 0 | 7   | 0 |
| Real Oviedo · España                                                                               | 1ª    | 1992/93 | 1   | 0 | 0 | 0 | 1   | 0 |
| UP Langreo · España                                                                                | 2.ªB  | 1993/94 | 40  | 2 | 1 | 0 | 35  | 2 |
| UP Langreo · España                                                                                | 2.ªB  | 1994/95 | 35  | 0 | 2 | 0 | 37  | 0 |
| Real Avilés · España                                                                               | 2.ªB  | 1995/96 | 42  | 1 | 0 | 0 | 37  | 1 |
| Real Avilés · España                                                                               | 2.ªB  | 1996/97 | 32  | 1 | 4 | 0 | 36  | 1 |
| Caudal Deportivo · España                                                                          | 2.ªB  | 1995/96 | 35  | 0 | 1 | 0 | 36  | 0 |
| Caudal Deportivo · España                                                                          | 2.ªB  | 1996/97 | 37  | 0 | 0 | 0 | 37  | 0 |
| Caudal Deportivo · España                                                                          | 2.ªB  | 1996/97 | 27  | 0 | 0 | 0 | 27  | 0 |
| Total                                                                                              | Total | 11      | 286 | 4 | 8 | 0 | 294 | 4 |
| (1) Incluye datos de Promociones de ascenso a 2ª (Langreo y Real Avilés) y descenso a 3ª (Caudal). |       |         |     |   |   |   |     |   |